# 第1特科団
第1特科団（だいいちとっかだん、JGSDF 1st Artillery Brigade）は、陸上自衛隊北千歳駐屯地（北海道千歳市）に団本部が駐屯する北部方面隊直轄の野戦特科部隊である。

## 概要
団長は陸将補（二）が充てられ、北部方面隊全般の火力支援および着上陸を企図する海上目標の撃破を担う戦略部隊。編成当初は野戦特科および高射特科における対ソ連戦を見据えた戦略的機動運用部隊として運用された。長らくの間、陸上自衛隊野戦特科部隊のうち唯一の団編成であり、最大で3個地対艦ミサイル連隊、4個独立特科大隊基幹の2個特科群を有していた。
防衛力整備計画 (2023)にて西部方面隊隷下に新たに編成された第2特科団が元第4、第8師団の野戦特科部隊を吸収し、りゅう弾砲部隊を持っているのに対して、北部方面隊では相変わらず師団、旅団がりゅう弾砲部隊を主体とした特科部隊を持っているため、保有する火力は対艦ミサイル3個連隊、MLRS2個大隊が中心である。

## 沿革
北部方面特科団
- 1952年（昭和27年）
  - 10月15日：編成完結。

  1. 北部方面特科団本部が習志野駐屯地、北部方面特科団本部中隊が宇都宮駐屯地において編成完結。
  2. 独立第1特科群が習志野駐屯地において編成完結。

  - 11月22日：独立第61特科大隊が高田駐屯地において編成完結し、北部方面特科団に編合。
  - 12月10日：北部方面特科団本部が習志野駐屯地から、北部方面特科団本部中隊が宇都宮駐屯地から札幌駐屯地へ移駐し、北部方面総監に隷属。
  - 12月15日：独立第1特科群本部および本部中隊が習志野駐屯地から千歳駐屯地へ移駐。
- 1953年（昭和28年）
  - 4月1日：独立第61特科大隊が高田駐屯地から札幌駐屯地に移駐。
  - 5月16日：独立第1観測中隊が千歳駐屯地において編成完結。

- 1954年（昭和29年）1月10日：北部方面特科団航空隊が北千歳駐屯地において編成完結[1]。

第1特科団
- 1954年（昭和29年）
  - 7月1日：陸上自衛隊発足により北部方面特科団が第1特科団に称号変更。

  1. 独立第1特科群（千歳駐屯地）が第1特科群に称号変更。
  2. 独立第61特科大隊（札幌駐屯地）が第105特科大隊に称号変更。
  3. 独立第1観測中隊（千歳駐屯地）が第301観測中隊に称号変更。
  4. 北部方面特科団航空隊（札幌駐屯地）が第1特科団航空隊に称号変更[1]。

  - 8月25日：千歳駐屯地が北千歳駐屯地に改称。
  - 9月20日：第1特科団本部および本部中隊が札幌駐屯地から東千歳駐屯地へ移駐。
  - 9月25日：部隊新編。

  1. 第1高射特科群本部、本部中隊および第301高射運用隊が北千歳駐屯地において編成完結。第1特科団に編合。
  2. 第113特科大隊が札幌駐屯地において編成完結。
- 1956年（昭和31年）1月15日：部隊新編等。

1. 第4特科群本部および本部中隊が東千歳駐屯地において編成完結。
2. 第105特科大隊、第113特科大隊が第4特科群に編合。

- 1957年（昭和32年）11月25日：第301観測中隊が北千歳駐屯地から東千歳駐屯地へ移駐。
- 1962年（昭和37年）1月18日：部隊改編。

1. 第1特科団本部および本部中隊、第301観測中隊が東千歳駐屯地から北千歳駐屯地へ移駐。
2. 第1特科団航空隊（北千歳駐屯地）が第11飛行隊に改編され、第11師団に編入。

- 1969年（昭和44年）3月25日：第125特科大隊（67式30型ロケット弾発射機装備）を北千歳駐屯地に新編し、団直轄部隊として編合。
- 1971年（昭和46年）3月25日：部隊改編。

1. 第1高射特科群隷下の第118特科大隊および無線誘導標的機隊を団直轄部隊として編合。
2. 第3特科群第114特科大隊（飯塚駐屯地）を母体として第126特科大隊（67式30型ロケット弾発射機装備）を東千歳駐屯地に新編[2]し、団直轄部隊として編合。

- 1972年（昭和47年）3月24日：部隊改編。

1. 第118特科大隊を母体として第4高射特科群を名寄駐屯地に新編。
2. 第1高射団が新編され、第1高射特科群、第4高射特科群および無線誘導標的機隊等が同団隷下に異動。

- 1978年（昭和53年）3月25日：第126特科大隊が東千歳駐屯地から美唄駐屯地に移駐。
- 1980年（昭和55年）3月25日：第301観測中隊（北千歳駐屯地）が対砲レーダの装備開始。
- 1984年（昭和59年）11月：203mm自走榴弾砲の装備開始。
- 1991年（平成03年）6月：88式地対艦誘導弾の装備開始。
- 1992年（平成04年）
  - 3月26日：第125特科大隊（北千歳駐屯地）を廃止[3]。
  - 3月27日：第1地対艦ミサイル連隊（第125特科大隊が母体）を北千歳駐屯地に新編[3]。
- 1993年（平成05年）
  - 3月29日：第126特科大隊（美唄駐屯地）を廃止[3]。
  - 3月30日：第2地対艦ミサイル連隊（第126特科大隊が母体）を美唄駐屯地に新編[3]。
- 1994年（平成06年）3月28日：第3地対艦ミサイル連隊（88式地対艦誘導弾システム装備）を上富良野駐屯地に新編。
- 2000年（平成12年）3月28日：北部方面隊の後方支援体制変換に伴い、整備部門を北部方面後方支援隊第101特科直接支援大隊（北千歳駐屯地）へ移管[3]。
- 2023年（令和05年）3月16日：第3地対艦ミサイル連隊に第305地対艦ミサイル中隊（88式地対艦誘導弾システム装備）を上富良野駐屯地に新編[4][5]。
- 2024年（令和06年）3月21日：部隊改編

1. 第4特科群（上富良野駐屯地）を廃止。
2. 第4特科群第131特科大隊（上富良野駐屯地）が第1特科群に隷属替え。
3. 第1地対艦ミサイル連隊に第306地対艦ミサイル中隊を北千歳駐屯地に新編。

- 2025年（令和07年）3月24日：部隊改編により、隷下の地対艦ミサイル連隊の各第4地対艦ミサイル中隊を廃止[6]。

## 編成・駐屯地
編成
- 第1特科団本部
  - 北千歳自動車教習所
- 第1特科団本部中隊「1特団-本」
- 第301観測中隊「301観」
- 第1地対艦ミサイル連隊- 88式地対艦誘導弾
  - 第306地対艦ミサイル中隊- 88式地対艦誘導弾
- 第2地対艦ミサイル連隊- 88式地対艦誘導弾
- 第3地対艦ミサイル連隊- 88式地対艦誘導弾
  - 第305地対艦ミサイル中隊- 88式地対艦誘導弾
- 第1特科群
  - 第1特科群本部
  - 第1特科群本部中隊
  - 第129特科大隊 -MLRS
  - 第131特科大隊 -MLRS

駐屯地
- 北千歳駐屯地（千歳市）
  - 団本部および本部中隊
    - 北千歳自動車教習所

  - 第301観測中隊
  - 第1地対艦ミサイル連隊
    - 第306地対艦ミサイル中隊

  - 第1特科群
- 上富良野駐屯地（空知郡上富良野町）
  - 第3地対艦ミサイル連隊
    - 第305地対艦ミサイル中隊

  - 第1特科群
    - 第131特科大隊
- 美唄駐屯地（美唄市）
  - 第2地対艦ミサイル連隊

## 整備支援部隊
- 北部方面後方支援隊第101特科直接支援大隊「101特直支-本」（北千歳駐屯地）：2000年（平成12年）3月28日から
  - 整備隊「101特直支-整」（北千歳駐屯地）：団直轄部隊を支援および全般支援
  - 第1直接支援中隊「101特直支-1」（北千歳駐屯地）：第1特科群を支援
  - 第3直接支援中隊「101特直支-2」（北千歳駐屯地）：第1地対艦ミサイル連隊を支援
  - 第4直接支援中隊「101特直支-3」（美唄駐屯地）：第2地対艦ミサイル連隊を支援
  - 第5直接支援中隊「101特直支-4」（上富良野駐屯地）：第3地対艦ミサイル連隊を支援

## 主要幹部
| 官職名                          | 階級    | 氏名       | 補職発令日     | 前職                                     |
| ------------------------------- | ------- | ---------- | -------------- | ---------------------------------------- |
| 第1特科団長 兼 北千歳駐屯地司令 | 陸将補  | 井上亙     | 2025年03月24日 | 第2師団副師団長 兼 旭川駐屯地司令        |
| 副団長                          | 1等陸佐 | 松坂仁志   | 2024年03月18日 | 陸上幕僚監部監理部総務課行政文書管理室長 |
| 高級幕僚                        | 2等陸佐 | 古滿裕一郎 | 2025年03月03日 | 東部方面混成団本部勤務                   |

| 代                    | 氏名                   | 在任期間                | 出身校・期            | 前職                                                          | 後職                                                         |
| 北部方面特科団長      | 北部方面特科団長       | 北部方面特科団長        | 北部方面特科団長      | 北部方面特科団長                                              | 北部方面特科団長                                             |
| --------------------- | ---------------------- | ----------------------- | --------------------- | ------------------------------------------------------------- | ------------------------------------------------------------ |
| 01                    | 高山信武               | 1952.10.15 - 1953.8.15  | 陸士39期・ 陸大47期   | 第1管区総監部所属 →1953.2.1 保安監補昇任                      | 第1幕僚監部所属 保安大学校派遣・保安大学校幹事               |
| 02                    | 助川弘道 （1等保安正） | 1953.8.16 - 1954.6.30   | 海兵55期・ 海大38期   | 保安隊特科学校長 兼 習志野駐とん地部隊長                      | 第1特科団長                                                  |
| 第1特科団長（陸将補） |                        |                         |                       |                                                               |                                                              |
| 01                    | 助川弘道               | 1954.7.1 - 1955.11.15   | 海兵55期・ 海大38期   | 北部方面特科団長 →1954.7.1 陸将補昇任                         | 北部方面総監部付 →1955.12.1 第7混成団長                      |
| 02                    | 浦部聖                 | 1955.11.16 - 1958.5.1   | 海兵56期              | 第5管区副総監                                                 | 第3管区副総監 兼 伊丹駐とん地司令                            |
| 03                    | 土井泰三               | 1958.5.2 - 1959.7.31    | 海兵56期・ 海大37期   | 第2管区副総監 兼 旭川駐とん地司令                             | 第1管区副総監 兼 練馬駐とん地司令                            |
| 04                    | 塚本政登士             | 1959.8.1 - 1961.7.31    | 陸士42期・ 陸大53期   | 陸上自衛隊高射学校長 兼 下志津駐とん地司令                    | 第8混成団長                                                  |
| 05                    | 太田清                 | 1961.8.1 - 1964.3.15    | 陸士43期・ 陸大53期   | 第1管区総監部幕僚長                                           | 第10師団司令部付                                             |
| 06                    | 岩野正隆               | 1964.3.16 - 1966.3.15   | 陸士46期・ 陸大53期   | 北部方面総監部幕僚副長                                        | 陸上幕僚監部付 →1966.4.1 退職                                |
| 07                    | 高波惇                 | 1966.3.16 - 1968.6.30   | 陸士47期・ 陸大58期   | 陸上自衛隊富士学校特科教育部長                                | 陸上自衛隊高射学校長 兼 下志津駐とん地司令                   |
| 08                    | 中島直臣               | 1968.7.16 - 1970.6.30   | 陸士50期・ 陸大58期   | 北部方面総監部幕僚副長 兼 札幌駐とん地司令 →1969.7.1 陸将昇任 | 陸上自衛隊高射学校長 兼 下志津駐とん地司令                   |
| 09                    | 馬來祥介               | 1970.7.1 - 1972.6.30    | 陸士53期              | 陸上自衛隊幹部学校研究部長                                    | 北部方面総監部幕僚長 兼 札幌駐とん地司令                     |
| 10                    | 倉岡愛和               | 1972.7.1 - 1973.10.31   | 陸士53期              | 陸上自衛隊富士学校特科教育部長                                | 陸上幕僚監部付 →1974.4.1 退職                                |
| 11                    | 澤山正明               | 1973.11.1 - 1976.3.15   | 陸士56期              | 北部方面総監部幕僚副長                                        | 防衛研修所副所長                                             |
| 12                    | 大松和三郎             | 1976.3.16 - 1977.6.30   | 陸士57期              | 東部方面総監部幕僚副長                                        | 陸上自衛隊業務学校長 兼 小平駐とん地司令                     |
| 13                    | 今田敏之               | 1977.7.1 - 1979.3.15    | 陸士60期              | 陸上幕僚監部総務課長                                          | 陸上自衛隊高射学校長 兼 下志津駐とん地司令                   |
| 14                    | 近藤俊彦               | 1979.3.16 - 1980.7.31   | 陸士60期              | 第1師団司令部幕僚長                                           | 東北方面総監部幕僚長 兼 仙台駐とん地司令                     |
| 15                    | 木下鎭                 | 1980.8.1 - 1982.6.30    | 中央大学 昭和29年卒   | 第13特科連隊長 兼 日本原駐とん地司令                          | 陸上幕僚監部調査部長                                         |
| 16                    | 合原博見               | 1982.7.1 - 1984.3.28    | 九州大学 昭和28年卒   | 自衛隊熊本地方連絡部長 →1983.7.1 陸将昇任                     | 第12師団長                                                   |
| 17                    | 矢野龍男               | 1984.3.29 - 1986.3.16   | 神奈川大学 昭和29年卒 | 陸上自衛隊富士学校特科部長 →1985.10.1 陸将昇任                | 第8師団長                                                    |
| 18                    | 高比康之               | 1986.3.17 - 1987.7.6    | 防大1期               | 陸上自衛隊富士学校特科部長                                    | 陸上自衛隊北海道地区補給処長 兼 島松駐屯地司令               |
| 19                    | 君嶋信                 | 1987.7.7 - 1990.3.15    | 防大3期               | 中部方面総監部幕僚副長                                        | 第3師団長                                                    |
| 20                    | 田中賢一               | 1990.3.16 - 1992.3.15   | 防大4期               | 第9師団副師団長 兼 青森駐屯地司令                             | 陸上自衛隊富士学校副校長                                     |
| 21                    | 野原征夫               | 1992.3.16 - 1994.6.29   | 防大4期               | 調達実施本部副本部長 （調達管理第二担当）                     | 退職                                                         |
| 22                    | 小川敏彦               | 1994.6.30 - 1996.12.15  | 防大6期               | 陸上自衛隊幹部学校副校長 兼 企画室長                          | 退職                                                         |
| 23                    | 澤田徹夫               | 1996.12.16 - 1998.6.30  | 防大10期              | 第2師団副師団長 兼 旭川駐屯地司令                             | 陸上自衛隊東北補給処長                                       |
| 24                    | 塚田信一               | 1998.7.1 - 2001.1.10    | 防大10期              | 陸上自衛隊富士学校特科部長                                    | 退職                                                         |
| 25                    | 長野陽一               | 2001.1.11 - 2002.12.1   | 防大13期              | 陸上自衛隊調査学校長                                          | 退職                                                         |
| 26                    | 山崎文夫               | 2002.12.2 - 2005.7.27   | 防大15期              | 陸上自衛隊富士学校特科部長                                    | 退職                                                         |
| 27                    | 安部隆志               | 2005.7.28 - 2007.3.27   | 防大21期              | 西部方面総監部幕僚副長                                        | 西部方面総監部幕僚長                                         |
| 28                    | 井上武                 | 2007.3.28 - 2008.7.31   | 防大22期              | 中部方面総監部幕僚副長                                        | 陸上幕僚監部運用支援・情報部長                               |
| 29                    | 日髙政広               | 2008.8.1 - 2009.12.6    | 防大23期              | 北部方面総監部幕僚副長                                        | 中部方面総監部幕僚長                                         |
| 30                    | 山本頼人               | 2009.12.7 - 2011.8.4    | 防大27期              | 中部方面総監部幕僚副長                                        | 陸上自衛隊研究本部幹事 兼 企画室長                           |
| 31                    | 阿部知己               | 2011.8.5 - 2013.8.21    | 防大23期              | 自衛隊札幌地方協力本部長 →2011.12.1 陸将補昇任                | 退職                                                         |
| 32                    | 梶原直樹               | 2013.8.22 - 2015.8.3    | 防大32期              | 陸上幕僚監部人事部補任課長                                    | 自衛隊東京地方協力本部長                                     |
| 33                    | 德川泰久               | 2015.8.4 - 2017.7.31    | 防大28期              | 陸上自衛隊富士学校特科部長                                    | 退職                                                         |
| 34                    | 片岡義博               | 2017.8.1 - 2019.12.19   | 防大31期              | 第4師団副師団長 兼 福岡駐屯地司令                             | 陸上自衛隊教育訓練研究本部 訓練評価部長                      |
| 35                    | 大場剛                 | 2019.12.20 - 2021.10.13 | 防大34期              | 第4師団副師団長 兼 福岡駐屯地司令                             | 東北方面総監部幕僚長 兼 仙台駐屯地司令                       |
| 36                    | 牧野雄三               | 2021.10.14 - 2023.3.29  | 生徒34期・ 防大39期   | 自衛隊東京地方協力本部長                                      | 東部方面総監部幕僚副長                                       |
| 37                    | 中村雄久               | 2023.3.30 - 2024.3.27   | 防大41期              | 陸上幕僚監部人事教育部 人事計画課長                           | 陸上自衛隊富士学校特科部長 兼 諸職種協同センター副センター長 |
| 38                    | 香川賢士               | 2024.3.28 - 2025.3.23   | 防大42期              | 西部方面総監部防衛部長                                        | 陸上自衛隊幹部候補生学校長 兼 前川原駐屯地司令               |
| 39                    | 井上亙                 | 2025.3.24 -             | 防大38期              | 第2師団副師団長 兼 旭川駐屯地司令                             |                                                              |

## 主要装備
- 88式地対艦誘導弾（地対艦ミサイル連隊）
- 多連装ロケットシステム（特科大隊）
- 85式地上レーダ装置 JTPS-P11（観測中隊）
- 対砲レーダ装置 JTPS-P16（観測中隊）
- 対迫レーダ装置 JMPQ-P13（観測中隊）
- 1/2tトラック / 73式小型トラック
- 1 1/2tトラック / 73式中型トラック
- 3 1/2tトラック / 73式大型トラック
- 89式5.56mm小銃

## 廃止部隊
- 1962年（昭和37年）1月17日廃止
  - 第1特科団航空隊：第11飛行隊に改編。
- 1992年（平成4年）3月26日廃止
  - 第125特科大隊（北千歳駐屯地）：第1地対艦ミサイル連隊に改編。
- 1993年（平成5年）3月29日廃止
  - 第126特科大隊（美唄駐屯地）：第2地対艦ミサイル連隊に改編。
- 2024年（令和4年）3月20日廃止
  - 第4特科群（上富良野駐屯地）：一部の部隊が第1特科群と統合。